# Chancaní
Chancaní é uma comuna da província de Córdoba, na Argentina.